# Флора (міфологія)
Фло́ра (лат. Flora) — римська богиня, культ якої був поширений у Середній Італії, особливо серед сабінів. Ім'я богині пов'язане зі словом flos (род. відм. floris) — «квітка», яке виводять від праіндоєвропейського кореня *bhle- («квітнути», «цвісти»). Ототожнюється з давньогрецькою німфою Хлоридою.
У сабінян Флора була богинею квітів, розквіту, весни і польових плодів; на честь неї був названий місяць, що відповідав квітню або травню (mese Flusare або mensis Floralis). В античному мистецтві Флора зображували дівчиною або молодою жінкою, увінчаною квітами. Таке її зображення стало поширеним сюжетом у мистецтві нового часу. Від імені богині походить ботанічний термін — флора (рослинність).
Богиня Флора подібна божествам вмираючої природи, що відроджується, турбується про землеробство або рослинність загалом. Такі боги звичайні для міфологій і релігій народів, що живуть або жили на територіях, для природи яких характерна сезонність.
За переказами, Тит Тацій поставив їй у Римі вівтар; крім того, існував особливий фламін, що керував її культом (лат. flamen Floralis), і їй приносили жертви арвальські брати. Якщо найдавніші списки свят не містять згадки про свято на честь Флори, то це пояснюється тим, що воно, подібно до інших аграрних свят, було рухомим (feriae conceptivae). Імовірно, це свято спочатку справляли наприкінці квітня або на початку травня, але згодом було витіснене іграми на честь Флори — «флораліями» (ludi Florales), заснування яких датоване 238 р. до н. е., коли був освячений храм Флори.
З 173 до н. е. року ігри святкували раз на рік; за часів Цезаря святкування тривало шість днів. З тих фактів, що будівництво храму і заснування ігор були приписані Сивілиними книгами, а самі флоралії відрізнялися розпущеним характером, можна зробити висновок, що культ Флори мав грецьке походження.